# Vailimia
Genre
Synonymes
- Vailima Peckham & Peckham, 1907 nec Jordan & Seale, 1906

Vailimia est un genre d'araignées aranéomorphes de la famille des Salticidae.

## Distribution
Les espèces de ce genre se rencontrent en Chine à Hainan, en Inde et en Malaisie au Sarawak.

## Liste des espèces
Selon World Spider Catalog (version 21.0, 15/06/2020) :
- Vailimia ajmerensis Caleb & Jangid, 2020
- Vailimia bakoensis Prószyński & Deeleman-Reinhold, 2013
- Vailimia jharbari Basumatary, Caleb & Das, 2020
- Vailimia jianyuae Prószyński & Deeleman-Reinhold, 2013
- Vailimia longitibia Guo, Zhang & Zhu, 2011
- Vailimia masinei (Peckham & Peckham, 1907)

## Publication originale
- Kammerer, 2006 : Notes on some preoccupied names in Arthropoda. Acta Zootaxonomica Sinica, vol. 31, no 2, p. 269-271.